# Thomas Greanias
Thomas Greanias es un escritor estadounidense nacido en Chicago, Illinois el 19 de febrero de 1965 y conocido por sus investigaciones y novelas sobre la Atlántida especialmente El resurgir de la Atlántida, publicada en 2005 y que fue todo un éxito que se tradujo a varios idiomas. El éxito de esta novela le hizo publicar una segunda parte titulada La profecía de la Atlántida, publicada en 2008, y a anunciar una tercera entrega que se titulará El apocalipsis de la Atlántida y que tiene previsto aparecer durante el año 2009. 

### Conrad Yeats
1. El resurgir de la Atlántida (2005)
2. La profecía de la Atlántida (2008)
3. La revelación de la Atlántida(2009)

#### Los misterios vírgenes
- La ciudad virgen: La primera aventura de Conrad Yeats (2007)
- El cielo virgen: La historia secreta de la capital de América (2020 - Kindle publication)
- El mar virgen

### Dominus Dei
1. La confesión de Quirón (2012)
2. La ira de Roma (2012)
3. Regla de Dios (2012)

### Sam Decker
1. La guerra prometida (2010)
2. El grado 34 (2011)

### La Alineación
1. La alineación: Ingreso (2013)
2. La alineación: Ciudad federal (2014)

### Novelas independientes
- Nube de guerra (2010)
- Destello rojo (2020)

- Datos: Q556473